# Severin Johansen
Severin Johansen (* 4. Juni 1941 in Ukkusissat; † 10. November 2005 in Uummannaq) war ein grönländischer Landesrat.

## Leben
Severin Johansen war das zweite von fünf Kindern des Udstedsverwalters und Landesrats Karl Isak Kristian Victor Johansen (1915–1958) und der Hebamme und Landesrätin Elisabeth Maria Sara Henningsen (1907–1993) und wurde in Ukkusissat geboren, wo sein Vater als Udstedsverwalter diente. Sein jüngerer Bruder ist der Politiker Lars Emil Johansen (* 1946). Er war verheiratet mit der dänischen Vorschullehrerin Erna Markussen (* 1943).
Severin Johansen wurde ab 1957 im Kämmererwesen ausgebildet und diente von 1962 bis 1966 für die Holstebro Kommune. 1972 wurde er Oberassistent und 1975 Bevollmächtigter. Seit 1974 war er auch Vorsitzender des grönländischen Steuerrats. 1976 wurde er interim Kommunaldirektor und diente anschließend von 1977 bis 1990 als Kommunaldirektor der Gemeinde Uummannaq.
1975 wurde er in den Landesrat gewählt, wobei er knapp vor Pavia Nielsen gewann. 1977 trat er der neugegründeten Siumut bei. Bei der ersten Wahl zum Inatsisartut trat er lediglich als zweiter Vertreter für Pavia Nielsen an, ebenso wie 1983 und 1984. Bei der Wahl 1987 trat er nicht mehr für die Siumut an, sondern als Vertreter für die Kandidatin der Inuit Ataqatigiit, Karen Lyberth. 1993 kandidierte er für den Gemeinderat von Uummannaq, erhielt aber nur 13 von 636 Stimmen. 1995 trat er ein weiteres Mal als Vertreter bei der Parlamentswahl an. Er starb 2005 im Alter von 64 Jahren in Uummannaq.